# BAC One-Eleven
De BAC One-Eleven is een Brits korteafstandspassagiersvliegtuig uit de jaren 1960 en 1970. De ontwikkeling van het toestel begon bij Hunting Aircraft, maar het werd geproduceerd door British Aircraft Corporation (BAC) nadat Hunting samen met enkele andere Britse vliegtuigfabrikanten gefuseerd was in BAC.
De One-Eleven werd ontworpen ter vervanging van de Vickers Viscount. Het was het tweede vliegtuig, na de Franse Sud Aviation Caravelle, met korte romp. Doordat het later in dienst kwam, kon de One-Eleven profiteren van nieuwe en betere motoren en de ervaringen van luchtvaartmaatschappijen met straalaangedreven passagierstoestellen. Hierdoor werd het vliegtuig erg populair en meer dan de helft van alle orders kwam uit de Verenigde Staten. De One-Eleven was een van de meest succesvolle Britse vliegtuigontwerpen en deed dienst tot de jaren 1990 toen bijna alle toestellen met pensioen gingen, doordat hij niet meer voldeed aan de geluidsrestricties.
In 2019 werd de laatste BAC One-Eleven uit dienst gesteld. Het was in gebruik bij Northrop Grumman als testvliegtuig.

## Geschiedenis
In 1956 waren zowel Vickers als Hunting bezig met het ontwerpen van een opvolger voor de Viscount. Vickers kwam met een variant op haar VC-10, de VC-11. Hunting kwam met een compleet nieuw concept, de 100-zits Hunting 107.
In 1960 fuseerden Hunting met Vickers-Armstrongs, Bristol Aeroplane Company en English Electric en vormden BAC, zoals de regering bepaald had. In 1961 besloot BAC verder te gaan met de ontwikkeling van de Hunting 107. Het model werd omgedoopt tot One-Eleven en was daarmee het eerste BAC-project en het elfde Vickers passagierstoestel. Door de korte vertraging van de fusie kon de One-Eleven gebruikmaken van de nieuwe Rolls-Royce Spey-turbofan waardoor het brandstofverbruik sterk verbeterde. BAC meende dat het toestel te groot was om de rol van de Vickers Viscount over te nemen, en verkleinde het toestel daarom tot 80 zitplaatsen. Deze versie werd de One-Eleven 200, waardoor de eerste versie automatisch One-Eleven 100 werd.

### De One-Eleven 200, 300 en 400
Op 9 mei 1961 plaatste British United Airways (BUA) de eerste bestelling voor tien One-Eleven 200s. Op 23 oktober bestelde het Amerikaanse Braniff International Airways er zes. Verdere orders kwamen van Mohawk Airlines (vier), Kuwait Airways (drie) en Central African Airways (twee). Braniff verdubbelde haar bestelling tot twaalf en Aer Lingus bestelde er vier. Western Airlines bestelde tien toestellen, maar annuleerde de bestelling. Bonanza Airlines wilde ze ook bestellen, maar werd gestopt door een beschermende actie van het US Department of Transportation.
In mei 1963 kondigde BAC de One-Eleven 300 en 400 aan. De nieuwe versies gebruikten de Mk. 511-versie van de Spey met meer vermogen, waardoor meer brandstof meegenomen kon worden en dus het bereik groter werd. Er waren nog een paar kleine aanpassingen, met als belangrijkste visuele wijziging de deuren van het neuslandingsgestel. Verschillen tussen de 300 en 400 moeten gezocht worden in onder andere de luchtvaartelektronica. De 400 was bedoeld voor de verkoop in de Verenigde Staten en dus ook uitgerust met Amerikaanse instrumenten. American Airlines bestelde 15 toestellen op 17 juli 1963, waardoor het totaal aan bestellingen op 60 kwam, met opties op veel meer toestellen. Aangenomen werd dat dit aantal genoeg was om quitte draaien op het project. Later hebben velen eraan getwijfeld of BAC en haar opvolgers wel degelijk geld hebben verdiend aan de One-Eleven.
Het prototype (G-ASHG) rolde uit de assemblagehal in Hurn op 28 juli 1963, met de eerste vlucht op 20 augustus. Dit betekende een jaar voorsprong op de Amerikaanse concurrent, de Douglas DC-9. Deze voorsprong was commercieel erg belangrijk, aangezien - zoals aangetoond in de Bonanza-zaak - de Amerikaanse autoriteiten de aankoop van buitenlandse toestellen aan binnenlandse maatschappijen kon afkeuren als er een Amerikaans alternatief was.
Het One-Eleven-prototype crashte op 22 oktober, met het verlies van iedereen aan boord. Het onderzoek leidde tot de ontdekking van wat bekend werd als deep stall, of superstall: een fenomeen waardoor het toestel oncontroleerbaar werd tijdens de vlucht. Om dit tegen te gaan ontwierp BAC hulpmiddelen bekend als stick shakers (vibrerende roerknuppels). Ook werden de vleugeluiteinden herontworpen om de luchtstroom richting de motoren en over de staartvlakken te verbeteren. Ondanks de crash ging het testen gewoon door en het klantenvertrouwen bleef hoog. American Airlines en Braniff namen hun optionele bestellingen op, en plaatsten extra bestellingen in februari 1964. Verdere bestellingen kwamen van Mohawk, Philippine Airlines en de rijke Duitse ondernemer Helmut Horten. Aan het eind van 1964 waren er 13 toestellen van de band gerold.
De One-Eleven kreeg zijn certificatie en de eerste levering, van de G-ASJI aan BUA, was op 22 januari 1965 na enkele weken van testvluchten om te kijken of het toestel het op alle routes het goed deed. De eerste commerciële vlucht vond plaats op 9 april, van Gatwick naar Genua. Braniff kreeg haar eerste toestel op 11 maart en Mohawk op 15 mei. Aan het einde van 1965 waren er 34 toestellen afgeleverd. De vraag bleef hoog en er kwam een tweede productielijn in Weybridge.

### De One-Eleven 500 en 475

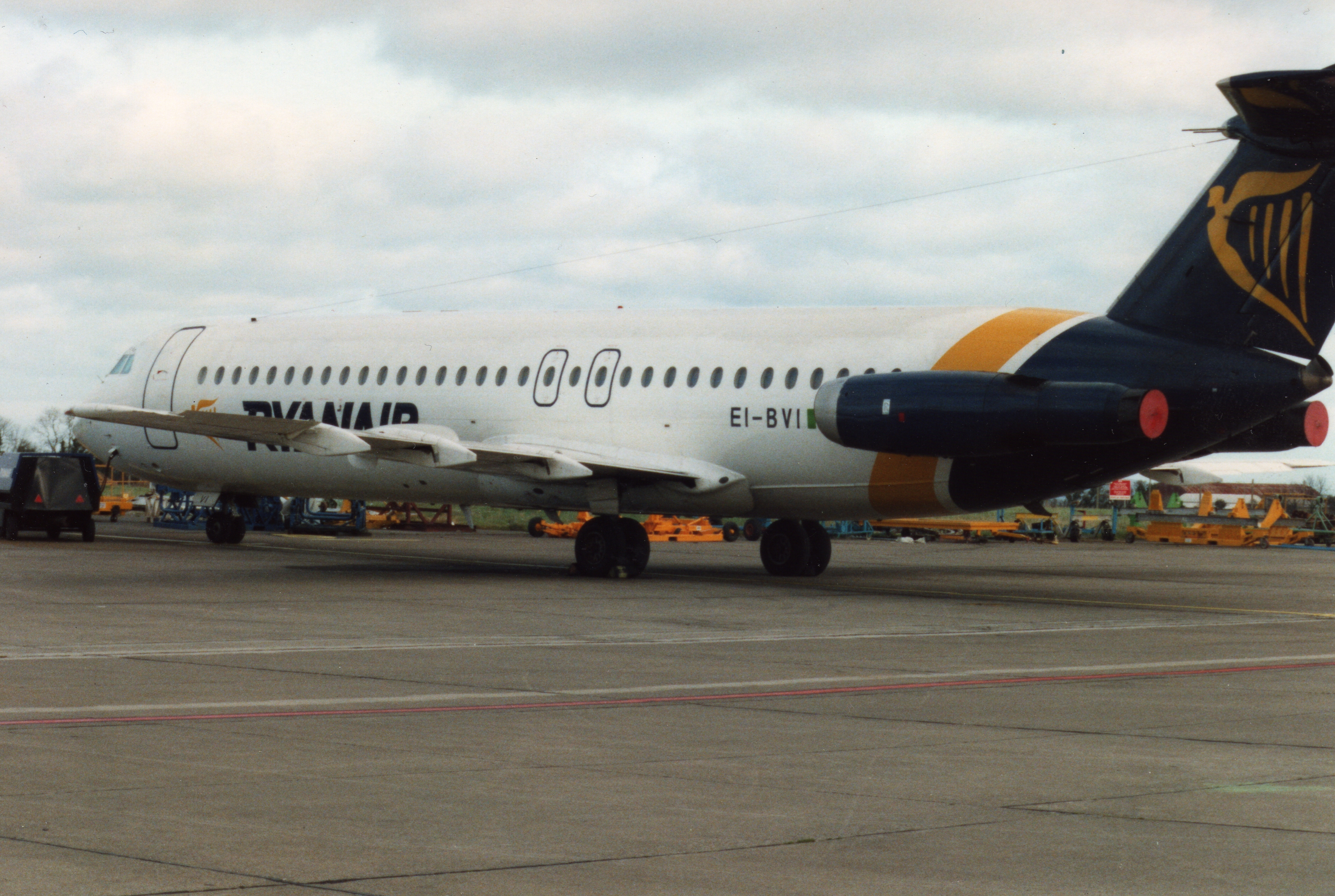
Ryanair BAC 1-11-525FT

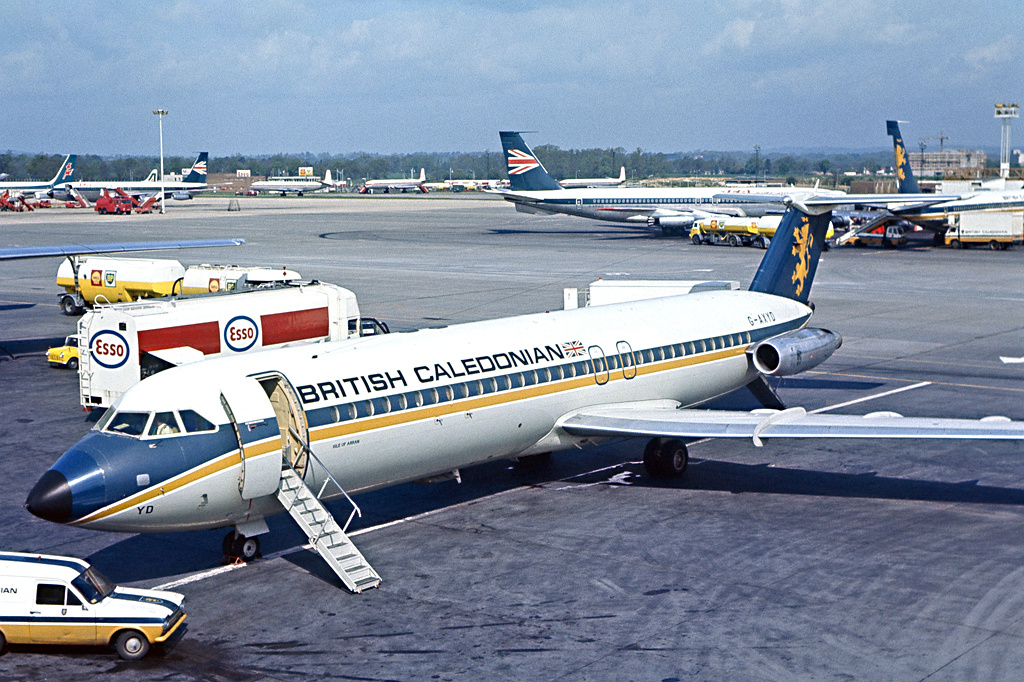
British Caledonian BAC 1-11 509EW

In 1967 werd er een grotere versie geïntroduceerd: de One-Eleven 500 met 119 zitplaatsen, ook bekend als Super One-Eleven. Deze verlengde versie kende een vertraging van meer dan een jaar, doordat de belangrijkste klant en initiator van het project, British European Airways (BEA), zijn eisen bijstelde. Hierdoor kregen de concurrerende Amerikaanse vliegtuigen (de DC-9 en Boeing 737) de kans om hun achterstand goed te maken. De eerste voorsprong van een jaar was nu een achterstand van een jaar en de 500 slaagde er niet in klanten in de VS aan te trekken. Vergeleken met eerdere versies had de 500 2,54 m meer vleugellengte en werd het achterstuk met 1,5 m verlengd. De nieuwe versie verkocht goed, met name dankzij Europese chartermaatschappijen. In 1971 kreeg het toestel een ingrijpende opwaardering om de luchtweerstand te verminderen en het functioneren op de vliegvelden te verbeteren.
De 500-serie vliegtuigen van BEA/British Airways (BA) verschilde aanzienlijk van andere One-Elevens. De One-Eleven 510ED had een aangepaste cockpit met instrumenten en elektronica van, of gelijk aan, die van de Hawker Siddely Trident (op dat moment het werkpaard van BEA/BA op korte afstanden), zodat het besturen van het toestel makkelijker werd. Daarbij had hij een betere automatische piloot die ook CAT II-automatische landingen toestond, en een automatische gasregelaar. De aanpassingen kwamen neer op het omdraaien van de "on"-positie van schakelaars, zodat die gelijk was aan die van de Trident. In feite was de 510ED zo verschillend ten opzichte van andere One-Elevens en de 500-serie, dat er een ander type certificaat nodig was om het te mogen vliegen, hoewel, afgezien van de cockpit, alles vrijwel hetzelfde was als de 500-serie.
Na strijd geleverd te hebben "naar boven" met de eerdergenoemde Amerikaanse vliegtuigen in 1966, kreeg de One-Eleven in 1970 concurrentie van de Fokker F28. Die was lichter, minder complex en goedkoper. De One-Eleven 475 werd gelanceerd om het tegen de F28 op te nemen. Hij combineerde de romp van de 400 met het grotere vermogen en de vleugels van de 500 en was bedoeld voor 'hot and high'-operaties, dus hooggelegen vliegvelden met hoge temperaturen. Slechts tien One-Eleven 475's werden verkocht. In 1977 werd de One-Eleven 670 uitgebracht, een stille 475 met extra verbeteringen, speciaal voor de Japanse binnenlandse markt, maar deze faalde commercieel.
Het totaal aan leveringen voor 1966 stond op 46 toestellen en er werden nog 120 geleverd tegen 1971. Op dit punt daalde het aantal bestellingen drastisch. De Britse productie ging nog door tot 1982. Er waren twee redenen waarom de productielijn nog open bleef voor slechts 35 toestellen in 11 jaar. Ten eerste hoopte BAC dat Rolls-Royce de Spey zou moderniseren, waardoor verdere One-Eleven-ontwikkelingen mogelijk zouden worden. Ten tweede was Roemenië in onderhandeling over het overnemen van het gehele One-Eleven-programma en de productie over te hevelen naar Boekarest.

### Ontwikkelingsprojecten
Tegen 1974 investeerde BAC erg veel moeite in de lancering van de 700. Deze had een grotere romp met 134 zitplaatsen en de op handen zijnde Spey 67-motor met meer vermogen. De 700 had ongeveer dezelfde afmetingen als de laatste DC-9's en 737's en zou op tijd beschikbaar zijn om te voorkomen dat One-Elevenklanten over zouden lopen naar McDonnell Douglas en Boeing. Doordat Rolls-Royce nog aan het herstellen was van een bankroet, kwam er niks van het verbeteren van de Spey. Uiteindelijk werd een minder ambitieuze 700 in 1978 gelanceerd als een 500 met hushkits op Speys, die vervangen zouden worden voor de voorgestelde RB432 mid-jaren 1980. Deze werd aangeboden aan BA als tegenhanger voor de Boeing 737-200, maar hij werd afgewezen.
In 1977 fuseerde BAC met Hawker Siddeley in British Aerospace (BAe). De One-Eleven 800 werd voorgesteld met CFM 56-motoren en zitplaatsen voor ongeveer 150 passagiers in verschillende klassen. De One-Eleven 800 raakte echter niet verder dan de tekentafels.

### De Rombac-deal

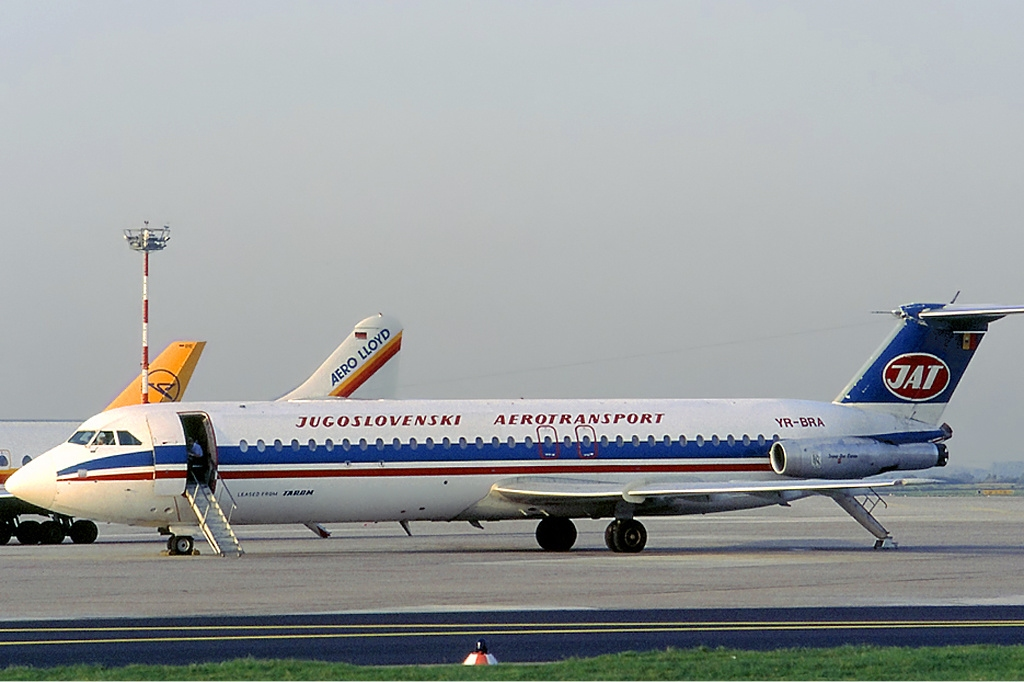
Rombac One-Eleven 561 (1989)

In 1979 tekende president Nicolae Ceauşescu een contract voor het in licentie bouwen van One-Elevens in Roemenië. Hierbij hoorde ook de levering van drie complete One-Elevens plus de bouw van minimaal 22 in Boekarest met minder Britse onderdelen. Het hield ook in dat de Spey-motoren in Roemenië gebouwd zouden worden en het certificeren van de toestellen naar Britse en Amerikaanse standaarden zou gebeuren. Een markt voor 60 tot 80 goedkope in Roemenië gebouwde toestellen werd geraamd, het merendeel in China, de derde wereld en misschien zelfs Oost-Europa. Het toestel kreeg de aanduiding Rombac 1-11.
De eerste vlucht van de Rombac 1-11 was op 18 september 1982 en de productie ging door tot 1989, maar wel op een veel lager tempo dan voorzien: er werden slechts negen toestellen afgeleverd. Er zijn drie redenen waardoor het Rombac-initiatief faalde. Ten eerste verslechterde de Roemeense economie en internationale positie tot het punt dat de toevoer van onderdelen voor de One-Eleven-productie bijna stil lag. Ten tweede toonde de markt, voorzien door de Roemenen, geen interesse. Ten derde liep het geluidsniveau en brandstofgebruik achter bij de Europese en Amerikaanse concurrentie. Rolls-Royce weigerde meerdere malen om haar Tay-motor te laten gebruiken op Roemeense One-Elevens. Ze waren bang dat de Fokker 100, waarop de Tay zijn debuut maakte, zou lijden onder de Roemeense concurrent.

## Operationele geschiedenis
In totaal zijn er van de One-Eleven, zowel in Britse als in Roemeense fabrieken, 244 stuks gebouwd, met twee incomplete in Roemenië. Een groot initiatief werd genomen om One-Elevens te voorzien van Tay-motoren, maar dit kwam tot stilstand ondanks enkele succesvolle testvluchten. Er wordt gezegd dat de passieve houding van de motorbouwer een van de redenen was dat het project geen succes werd.
One-Elevens hebben veel dienstgedaan in de VS, totdat ze vervangen werden door de Douglas DC-9 en Boeing 737 begin jaren 1970. In Europa bleven ze nog in dienst tot mid-jaren 1980 en zelfs nog tot in de jaren 1990. Veel One-Elevens zijn verkocht aan kleinere maatschappijen, met name in het Verre Oosten en Afrika. De laatste grote vluchten waren in Nigeria, waar ze aan de grond gehouden werden na een crash in 2002. Tegenwoordig vliegen er nog slechts een handvol, de meeste in Afrika, al hebben er ook enkele overleefd in de VS en Europa. Een extra tegenslag voor de One-Eleven in Europa waren de Stage III-geluidsrestricties welke ingingen in maart 2003. De kosten voor het aanbrengen van aangepaste hushkits voor de Rolls-Royce Spey-motoren waren te hoog voor de kleinere maatschappijen. Uiteindelijk waren er slechts enkele One-Elevens met de nieuwe hushkit en de meeste Europese gebruikers haalden het toestel uit hun vloot. Vele One-Elevens staan opgeslagen en te koop over de wereld.

## Varianten
- BAC One-Eleven 200 - Eerste versie, meest verkochte types
- BAC One-Eleven 300 - Betere motoren, zorgden voor meer brandstof en groter bereik
- BAC One-Eleven 400 - 300-serie met Amerikaanse instrumenten en uitrusting
- BAC One-Eleven 475 - 400-serie-romp met 500-serie-vleugels en motoren plus een onderstel voor onverharde vliegvelden en rompbescherming
- Rombac 1-11-495 - Roemeense 475-serie
- BAC One-Eleven 500 - langere romp, 119 zitplaatsen, nieuwe motoren
- BAC One-Eleven 510ED - 500-variant speciaal voor BEA/BA. Grootte en motoren hetzelfde als de 500, cockpit met meer gelijkenis aan de HS. 121 Trident
- Rombac 1-11-560 - Roemeense 500-serie
- BAe One-Eleven 670 - 475-serie met verbeterde aerodynamica en lager geluidsniveau, een omgebouwde 475 gemaakt

## Incidenten
- British Airways vlucht 5390 moest een noodlanding maken op 10 juni 1990, toen de cockpitruit eruit werd geblazen nadat de verkeerde bouten waren gebruikt om hem vast te zetten. Captain Tim Lancaster werd deels uit de cockpit gezogen door het drukverschil, maar overleefde het, evenals de rest van de bemanning en passagiers.

- Paninternational chartervlucht crashte op 6 september 1971 omstreeks 18.20 toen het een noodlanding probeerde te maken op de snelweg A7 nabij Hasloh/Hamburg. Aan boord waren 115 passagiers en zes bemanningsleden. Er vielen 22 slachtoffers en 57 mensen raakten zwaar gewond. De oorzaak van de noodlanding was de uitval van beide motoren kort na de start. Vanwege het hoge startgewicht moesten beide motoren met water worden gekoeld. Het toestel, op het moment van de crash circa 1,5 jaar oud, had voor dit doel een watertank aan boord. Deze was door een fout tijdens onderhoudswerkzaamheden gedeeltelijk gevuld met kerosine in plaats van water. Hierdoor kregen de motoren kort na de start kerosine toegevoegd in plaats van koelwater met als gevolg explosies in de verbrandingskamers en het uitvallen van beide motoren. De piloot had 42 seconden de tijd om het toestel aan de grond te krijgen en wist door enorm vakmanschap de snelweg A7 te bereiken. Echter het toestel crashte tijdens de noodlanding tegen een brug over de snelweg waardoor het in stukken brak en uitbrandde.

## Naslagwerk
- (en)  Hill, Michael BAC One-Eleven. Crowood Press (1999) ISBN 1-86126-219-1